# Багатократні дієслова
Багатократні дієслова — дієслова зі значенням неодноразово повторюваної дії, що належать до кількісних та інтенсивно-кількісних родів дії.
У сучасній українській мові поділяються на дві групи:
- невелика група дієслів недоконаного виду з суфіксами -ва-, -а-, утворених від основ недоконаного виду:
  - бувати (до бути), живати (до жити), знавати (до знати), пивати (до пити), чувати (до чути), видати (до видіти), їдати (до їсти), їжджати (до їздити).

Крім дієслова бувати, яке активно вживається у всіх часових формах і є стилістично нейтральним, інші дієслова вживають переважно у формі минулого часу і вважають застарілими або розмовними.
В семантичній структурі більшості цих дієслів розвинулися похідні значення, тотожні їхнім твірним дієсловам, пор. від рідко вживаних порівняно зі значенням багатократності («Чи далеко мого сина у війську видаєш?» — з народної пісні) до цілком нормативних: бувати («Бували різні пригоди», але: «Бувай [здоровий]!», тобто будь), чувати («Чувала тисячу разів!» — Леся Українка, але: «Що чувати нового?») та ін.
Модель творення багатократних дієслів з давніми суфіксами -ова-, -іва-/-ива-, які в українській мові змінилися на -ува-/-юва-, зовсім вийшла з ужитку, пор. у староукраїнській книжній мові 16—17 ст. ношовати (до носити), давивати (до давати), чинивати (до чинити), архаїчне хожувати (до ходити, напр.: «Батько їх хожував з Добашем» — Юрій Федькович);
- специфічні для української мови розмовні дієслова доконаного виду, утворювані за допомогою редуплікованого префікса попо- від основ недоконаного виду (засвідчені з 16 ст.):
  - попобити «побити багато разів; побити багатьох або багато чого-небудь», попоплакати, попоносити, попоходити (« — Скільки я попоходила, скільки я попоносила!…» — Панас Мирний) та ін.

На основі значень багаторазовості розвивається семантика інтенсивного вияву або тривалого перебігу дії: попобити «дуже побити», попостояти і под. Для дієслів зі значенням односпрямованої дії (попобігти, попойти та ін.) тлумачення при цьому можливе у формі дієслова тільки недоконаного виду: попоїхати «їхати тривалий час». Можлива десемантизація значення багатократно-інтенсивного вияву дії: попоїсти 1. Поїсти багато разів, багато чого-небудь; добре поїсти («Попоїв він немало всяких страв у житті»; «Попороби до поту, то й попоїси в охоту» — фолькл.); 2. Те саме, що поїсти («Дайте щось попоїсти»).
Відтінок значення неодноразовості перебігу дії наявний також у дієсловах деяких інших родів дії, наприклад, зі значенням «час від часу або іноді (трохи, злегка) щось робити»: подумувати, поблискувати і под. Проте в ряді випадків подібність до дієслів зі значенням повторюваності дії може бути лише формальна: мовляти (те саме, що мовити), поживати («Як поживаєш?») — те саме, що жити), поробляти («Що поробляєш?»), попасати («пасти [худобу]»), прощавай! (те саме, що прощай) і под.